# Vochysia pygmaea
Vochysia pygmaea là một loài thực vật có hoa trong họ Vochysiaceae. Loài này được Bong. miêu tả khoa học đầu tiên năm 1839.